# James Duckett
Pour les articles homonymes, voir Duckett.
James Duckett, né dans le Westmorland à une date inconnue et mort martyr à Tyburn le 19 avril 1602, est un imprimeur catholique anglais exécuté sous le règne d'Élisabeth Ire.

## Biographie
Nous connaissons peu de choses sur la vie de James Duckett si ce n'est qu'il se convertit à la foi catholique après la lecture du livre The Foundation of the Catholic Religion alors qu'il est encore jeune apprenti imprimeur. Se proclamant ouvertement catholique il est plusieurs fois inquiété pour ne pas assister à des offices anglicans. Malgré de courtes peines d'emprisonnements il tient bon mais est finalement licencié.
En 1590, il se marie avec une veuve catholique et s'installe comme imprimeur à son compte. Son fonds de commerce est l'impression de livres catholiques. Pour cette raison il retourne de nombreuses fois en prison. Sur ses douze années de mariage il en passera neuf en prison. Il est à chaque fois libéré grâce à des soutiens, y compris de protestants jugeant injustes son emprisonnement. Finalement dénoncé par un autre imprimeur, Peter Bullock catholique comme lui et qui espérait par cette dénonciation être libéré de prison, son imprimerie est découverte et des ouvrages catholiques saisis. Le découverte de livres du jésuite et poète Robert Southwell est considérée comme suffisante pour le faire juger et condamner pour félonie. L'ironie du sort voudra que Peter Bullock sera lui-même condamné à mort et exécuté avec lui le même jour.
Au cours du même procès, trois prêtres, Thomas Tichborne, Robert Watkinson et Francis Page, furent condamnés à mort. Pour une raison inconnue, leur exécution fut reportée au lendemain.
John Duckett, moine cartusien, serait son petit-fils.

## Vénération
Reconnu comme un martyr catholique, James Duckett fut béatifié en 15 décembre 1929 par le pape Pie XI. Vénéré par l'Église catholique il est fêté le 19 avril et est compté dans la liste des Cent sept martyrs d'Angleterre et du pays de Galles.

## Voir également